# Macoma loveni
Macoma loveni är en musselart som först beskrevs av A. S. Jensen 1905.  Macoma loveni ingår i släktet Macoma och familjen Tellinidae. Inga underarter finns listade i Catalogue of Life.